# Osmia flavipes
Osmia flavipes är en biart som beskrevs av Heinrich Friese 1909. Osmia flavipes ingår i släktet murarbin, och familjen buksamlarbin. Inga underarter finns listade i Catalogue of Life.